# Bănel Nicoliță
Bănel Nicoliță (Făurei, 7 gennaio 1985) è un ex calciatore rumeno, di ruolo centrocampista.

## Biografia
Bănel Nicoliță, il primo di sei fratelli, è nato a Făurei in una famiglia di etnia rom molto povera.

## Carriera

### Club
Debuttò in Liga II con il Dacia Unirea Brăila nel 2001. Nel 2004 fu acquistato dal Politehnica Timișoara che lo fece debuttare in Divizia A a 19 anni. Dopo 15 partite si trasferì alla Steaua Bucarest per 300.000 euro.
Nella Coppa UEFA 2005-2006 segnò una doppietta contro il Real Betis fondamentale per il passaggio della sua squadra ai quarti di finale. Ai quarti di finale segnò un'altra rete contro i rivali del Rapid Bucarest.
Il 30 agosto 2011 passa al Saint-Étienne vestendo la maglia del club francese fino al termine della stagione 2012-2013 quindi, ceduto con la formula del prestito, con quella del Nantes dall'estate 2013 al luglio 2014.

### Nazionale
Ha debuttato nella nazionale maggiore rumena nel 2005. Partecipò ad Euro 2008. È stato il primo giocatore di etnia rom a debuttare con i Tricolorii.

## Palmarès

### Club

#### Competizioni nazionali
- Campionato rumeno: 2

Steaua Bucarest: 2004-2005, 2005-2006
- Supercoppa di Romania: 1

Steaua Bucarest: 2006
- Coppa di Romania: 1

Steaua Bucarest: 2010-2011
- Coppa di Lega francese: 1

Saint-Étienne: 2012-2013